# Damir Zaynullin
 (mars 2022).
Damir Tahir ulı Zaynullin (en russe : Дамир Тагирович Зайнуллин, tatar : Дәмир Таһир улы Зайнуллин ; ~ 1er juillet 2007), est un Tatar de 23 ans né à Saint-Pétersbourg qui a été brutalement assassiné le 1er juillet 2007 par un gang de 17 personnes. Il est supposé que les tueurs étaient des skinheads russes d'extrême droite.

## Déroulé des faits
Alors qu'il se rend à son travail, il est tué au 79 Stachek Prospect, près de la station Avtovo du métro de Saint-Pétersbourg, non loin du poste de police numéro 31. Les caméras de sécurité semblent indiquer que 17 agresseurs sont impliqués, dont une jeune femme. Les assaillants ont d'abord éventré Damir Zaynullin pour l'empêcher de s'enfuir, puis l'ont sévèrement battu et ont finalement utilisé une bouteille en verre cassée pour couper ses artères, le faisant saigner à mort. Damir Zaynullin est enterré au cimetière sud de Saint-Pétersbourg, le 7 juillet 2007. Huit suspects ont été arrêtés, mais ils ont tous été relâchés sans inculpation. Une suspecte, Mariya Khapilina, s'est rendue le 13 juillet 2007,. 
Cet assassinat délibéré d'un jeune homme, diplômé de l'Université d'agriculture la veille de son assassinat, est globalement passé sous silence par les grands médias de Saint-Pétersbourg. Cependant, il trouve un large écho dans les médias tatars et antifascistes et est souvent considéré comme une attaque raciste,.